# Бугульма (аэропорт)
Аэропорт Бугульма́ (тат. Бөгелмә аэропорты, Bögelmä aeroportı) — аэропорт одноимённого города в Республике Татарстан. Основан в 1937 году.
Базовый аэропорт авиакомпании АО «ЮВТ АЭРО».

## Описание
Аэропорт Бугульма —  «воздушные ворота» нефтяного юго-востока Татарстана. Аэропорт находится на расстоянии 8 км к северу от города Бугульма.
Аэропорт обслуживает также города: Лениногорск (21 км), Альметьевск (42 км), Азнакаево (29 км), Октябрьский (46 км).
Из аэропорта выполняются регулярные и чартерные рейсы в регионы европейской части России и западной Сибири.
Аэропорт владеет современной инфраструктурой, включающей в себя новый аэровокзал с пропускной способностью свыше 50 человек в час, построенный в марте 2010, VIP-зал, гостиницу, кафе, зону отдыха для пассажиров.
Для обслуживания и ремонта как отечественной авиационной техники — Як-40, Ан-24, так и иностранной — Bombardier CRJ200 и Bombardier Challenger 604/605, в аэропорту имеется авиационно-техническая база, оснащённая всем современным оборудованием, и реконструированный отапливаемый ангар на два самолёта.
До 2017 года планируется модернизация аэропорта. В работы по модернизации, входят «реконструкция искусственной взлетно-посадочной полосы с удлинением до 3750 м и расширением до 45 м; реконструкция рулежных дорожек; замена светосигнального оборудования, систем водоэлектроснабжения; реконструкция пассажирского перрона».
Аэропорт "Бугульма" является постоянным хабом авиакомпании ЮВТ Аэро. 

## Принимаемые типыВС
Ан-2, Ан-3, Ан-12, Ан-24, Ан-28, Ан-32, Ан-72, Ан-74, Л-410, Як-40, ATR 42, ATR 72, Bombardier CRJ 100/200, Cessna 172, Cessna Grand Caravan, Diamond Da-40, Diamond Da-42 и все более лёгкие, вертолёты всех типов.

## Взлетно-посадочные полосы

### Основная ВПП 01/19
В настоящее время используется ВПП 01/19 с искусственным покрытием из асфальтобетона размерами 1983×40 м. Курс посадки составляет 10° и 190° соответственно. Первоначально полоса имела размеры 1600×40 м, но в 2005 году её удлинили на 400 метров.
ВПП класса Г, оборудована светосигнальным оборудованием ОМИ М2 «Светлячок».

### Недостроенная ВПП
Юго-восточнее действующей ВПП параллельно ей расположена недостроенная ВПП размерами 2870×45 м. Строительство новой ВПП началось в 1987 году, но проект был заморожен в 1990 году в связи с недостатком финансирования. Предполагалось, что по завершении строительства аэропорт сможет принимать более тяжёлые самолёты (Ту-154,Як-42 и им подобные).
В 1990-х годах было несколько инцидентов, когда экипажи самолётов Як-40 ошибочно принимали более длинную и чёрную (на ней присутствует только один слой асфальта) недостроенную полосу за основную действующую и производили на ней посадку. К счастью, посадки были успешными и никто не пострадал. После этих инцидентов на полосу через каждые 200 м были нанесены белые кресты, означающие, что полоса закрыта для взлёта и посадки. Диспетчеры предупреждают экипажи воздушных судов, заходящих на посадку, о закрытой недостроенной ВПП, параллельной основной.

## Показатели деятельности
| год             | 2014 | 2015 | 2016 | 2017 | 2018 | 2019 | 2020 | 2021 |
| тыс. пассажиров | 58,8 | 24,9 | 51,6 | 54,0 | 43,2 | 45,7 | 43,2 | 43,0 |
| Источники:      |      |      |      |      |      |      |      |      |

## Авиалинии и направления
Является базой для проведения лётной практики студентов СПБГУ ГА на самолетах Cessna-172S

## Контакты
- Адрес: 423231, Россия, Республика Татарстан, г. Бугульма, проезд аэропорт.
- Телефон дирекции аэропорта: +7 (85594) 5-70-00.
- Телефон справочной аэропорта: +7 (85594) 6-35-09
- Факс: +7 (85594) 5-70-04.
- E-mail: airport-bugulma@mail.ru

## Происшествия
- 2 марта 1986 года вблизи аэропорта потерпел катастрофу самолёт Ан-24Б с бортовым номером CCCP-46423 Быковского ОАО, следовавшего по маршруту Москва (Быково) — Бугульма. Экипаж выполнял заход на посадку с посадочным курсом 192° правым доворотом. Перед входом в глиссаду через секунду после выпуска закрылков воздушный винт левого двигателя самопроизвольно перешёл в положение флюгирования. Самолёт накренился влево и начал разворот в ту же сторону, потерял скорость и столкнулся с поверхностью земли в 8 км от ВПП и в 500 м от её оси. Находившиеся на борту 34 пассажира и 4 члена экипажа погибли. По выводам государственной комиссии причинами катастрофы послужили: самопроизвольное флюгирование ВВ из-за отказа микровыключателя датчика автоматического флюгирования (ДАФ) по измерителю крутящего момента (ИКМ) и выключение левого двигателя, ошибка в технике пилотирования, которая привела к потере скорости и сваливанию[10].

- 26 ноября 1991 года в аэропорту потерпел катастрофу самолёт Ан-24РВ с бортовым номером CCCP-47823 Казанского ОАО, следовавшего по маршруту Нижневартовск — Бугульма. При заходе на посадку ночью в условиях обледенения экипаж не включил противообледенительную систему крыльев и стабилизатора, в результате чего они покрылись льдом толщиной до 15 мм. Из-за ошибок экипажа самолёт значительно отклонился от глиссады, а при попытке ухода на второй круг самолёт вошёл в срывной режим на малой высоте и под углом 75-80° носом столкнулся с землёй в 802 м после пролёта торца ВПП и в 598 м правее неё. Находившиеся на борту 4 члена экипажа и 37 пассажиров погибли[10].